# Singles Collection: The London Years
Singles Collection: The London Years is een compilatiealbum van The Rolling Stones, uitgegeven door het label ABKCO Records, van hun voormalige manager Allen Klein, die de rechten verwierf over al het Stonesmateriaal tot 1970. In 1989 kwam het album uit in 3-cd en 4-lp versies, in augustus 2002 werd de "Singles Collection" opnieuw geremasterd en uitgebracht op sacd.
Het album omvat alle singles, zowel A- als B-kanten, uitgebracht in het Verenigd Koninkrijk en de Verenigde Staten die de band tussen 1963 en 1970 opnam. De titel heeft betrekking op het Londonlabel, zoals Decca in die dagen opereerde in Engeland en Europa. De enige nummers die niet zijn opgenomen in de collectie zijn "Natural Magic" van Ry Cooder, "Let it Rock", "Sway", "Brown Sugar" (Engelse single) en "Wild Horses" (Amerikaanse single).

## Muziek
Alle muziek en teksten zijn geschreven door Mick Jagger en Keith Richards, tenzij anders aangegeven. 
| Nr. | Titel                                        | Schrijvers/componisten                        | Duur |
| --- | -------------------------------------------- | --------------------------------------------- | ---- |
| 1.  | Come On                                      | Chuck Berry                                   | 1:48 |
| 2.  | I Want to Be Loved                           | Willie Dixon                                  | 1:52 |
| 3.  | I Wanna Be Your Man                          | Lennon-McCartney                              | 1:43 |
| 4.  | Stoned                                       | Nanker Phelge                                 | 2:09 |
| 5.  | Not Fade Away                                | Buddy Holly/Norman Petty                      | 1:47 |
| 6.  | Little by Little                             | Nanker Phelge/Phil Spector                    | 2:39 |
| 7.  | It's All Over Now                            | Bobby Womack/Shirley Jean Womack              | 3:27 |
| 8.  | Good Times, Bad Times                        |                                               | 2:31 |
| 9.  | Tell Me (You're Coming Back)                 |                                               | 2:47 |
| 10. | I just want to make love to you              | Willie Dixon                                  | 2:17 |
| 11. | Time Is on My Side                           | Norman Meade                                  | 2:53 |
| 12. | Congratulations                              |                                               | 2:28 |
| 13. | Little Red Rooster                           | Willie Dixon                                  | 3:05 |
| 14. | Off the Hook                                 |                                               | 2:34 |
| 15. | Heart of Stone                               |                                               | 2:45 |
| 16. | What a Shame                                 |                                               | 3:03 |
| 17. | The Last Time                                |                                               | 3:42 |
| 18. | Play with Fire                               | Nanker Phelge                                 | 2:14 |
| 19. | (I Can't Get No) Satisfaction                |                                               | 3:43 |
| 20. | The Under Assistant West Coast Promotion Man | Nanker Phelge                                 | 3:08 |
| 21. | The Spider and the Fly                       |                                               | 3:38 |
| 22. | Get Off of My Cloud                          |                                               | 2:54 |
| 23. | I'm Free                                     |                                               | 2:24 |
| 24. | The Singer Not the Song                      |                                               | 2:22 |
| 25. | As Tears Go By                               | Mick Jagger/Keith Richards/Andrew Loog Oldham | 2:45 |

| Nr. | Titel                                                    | Schrijvers/componisten | Duur |
| --- | -------------------------------------------------------- | ---------------------- | ---- |
| 1.  | Gotta Get Away                                           |                        | 2:07 |
| 2.  | 19th Nervous Breakdown                                   |                        | 3:56 |
| 3.  | Sad Day                                                  |                        | 3:01 |
| 4.  | Paint It, Black                                          |                        | 3:44 |
| 5.  | Stupid Girl                                              |                        | 2:55 |
| 6.  | Long Long While                                          |                        | 3:01 |
| 7.  | Mother's Little Helper                                   |                        | 2:45 |
| 8.  | Lady Jane                                                |                        | 3:10 |
| 9.  | Have You Seen Your Mother, Baby, Standing in the Shadow? |                        | 2:34 |
| 10. | Who's Driving Your Plane?                                |                        | 3:14 |
| 11. | Let's Spend the Night Together                           |                        | 3:26 |
| 12. | Ruby Tuesday                                             |                        | 3:13 |
| 13. | We Love You                                              |                        | 4:36 |
| 14. | Dandelion                                                |                        | 3:48 |
| 15. | She's a Rainbow                                          |                        | 4:11 |
| 16. | 2000 Light Years from Home                               |                        | 4:44 |
| 17. | In Another Land                                          | Bill Wyman             | 2:53 |
| 18. | The Lantern                                              |                        | 4:26 |
| 19. | Jumpin' Jack Flash                                       |                        | 3:38 |
| 20. | Child of the Moon                                        |                        | 3:12 |

| Nr. | Titel                                                                    | Duur |
| --- | ------------------------------------------------------------------------ | ---- |
| 1.  | Street Fighting Man                                                      | 3:09 |
| 2.  | No Expectations                                                          | 3:55 |
| 3.  | Surprise, Surprise                                                       | 2:30 |
| 4.  | Honky Tonk Women (Stereomix, d.i. niet de originele singlemix uit 1969.) | 3:00 |
| 5.  | You Can't Always Get What You Want                                       | 4:49 |
| 6.  | Memo from Turner (Solosingle Mick Jagger, uit de film Performance.)      | 4:06 |
| 7.  | Brown Sugar                                                              | 3:49 |
| 8.  | Wild Horses                                                              | 5:42 |
| 9.  | I Don't Know Why                                                         | 3:01 |
| 10. | Try a Little Harder                                                      | 2:17 |
| 11. | Out of Time                                                              | 3:22 |
| 12. | Jiving Sister Fanny                                                      | 3:20 |
| 13. | Sympathy for the Devil (B-kant van single "Honky Tonk Women")            | 6:17 |

## Hitlijsten

### Album
| Jaar | Hitlijst      | Notering |
| ---- | ------------- | -------- |
| 1989 | Billboard 200 | 91       |